# Медицинское право
Медици́нское пра́во — это комплексная отрасль права, включающая совокупность правовых норм, регулирующих общественные отношения в сфере медицинской деятельности. 
Субъектами медицинского права являются все участники правоотношений, с одной стороны, это медицинские работники: врачи, фельдшеры,
медицинские сестры, акушерки, лаборанты, провизоры, администраторы здравоохранения, многочисленные медицинские техники и пр., с другой —
пациенты старше 15 лет, родители и законные представители пациентов — детей до 15 лет, указанные в договорах на оказание медицинской помощи.
Субъектами медицинского права являются также государственные, муниципальные или частные медицинские организации, оказывающие медицинские услуги.
Главными участниками рассматриваемых правоотношений являются: пациент, медицинские работники (в частности — лечащий врач), медицинское учреждение (медицинская организация, ЛПУ, НИИ, медицинские институты и иные субъекты), страховая медицинская организация, страхователи, государственные органы регулирования и управления в сфере здравоохранения (Министерство здравоохранения и социального развития РФ, Федеральный фонд обязательного медицинского страхования РФ, Фонд социального страхования РФ).
Кроме того, в медицинских правоотношениях возможно участие следующих субъектов: органы, выдающие медицинским учреждениям разрешение на занятие медицинской деятельностью (лицензии и сертификаты); медицинские ассоциации; контролирующие организации (профсоюзы, общества защиты прав потребителей, антимонопольный комитет и проч.), суды.

## Медицинское право в СССР
Настоящее положение здравоохранения в России, как то: отсутствие чёткой регламентации деятельности по организации и оказанию медицинской помощи, отсутствие единых стандартов качества медицинской помощи, низкое качество медицинской помощи в ОМС и формальность отношений в его системе, отсутствие правового воспитания субъектов здравоохранения и иные особенности отечественного здравоохранения, — связаны с наследством системы, существовавшей в СССР.
Система здравоохранения в СССР была централизованной и подведомственной: регулирование осуществлялось посредством служебных актов, здравоохранение финансировалось государством. Реализовывались программа страхования рабочих и принцип бесплатного доступа к медицинским услугам. Но также осуществлялась и частная врачебная практика. Защита своих прав в сфере здравоохранения в таких условиях была чересчур трудоёмка и малоэффективна.

## Медицинское право в России в постсоветский период
Положение дел сменилось с принятием «Основ законодательства Российской Федерации об охране здоровья граждан» в 1993 году. Так, отныне провозглашались дополнительные системы здравоохранения (государственная, муниципальная, ведомственная, частная), дополнительные гарантии (обязательное и добровольное медицинское страхование), дополнительные возможности (платные медицинские услуги). Далее, регулирование здравоохранением поручалось праву, а контроль — государственным органам (Федеральная служба по надзору в сфере здравоохранения и социального развития РФ), медицинским ассоциациям, специальным организациям, общественным организациям, отдельному гражданину. Процесс оказания медицинской помощи стал более прозрачен, а, значит, защита своих прав в сфере здравоохранения — более реальна.
Роль государства в российском здравоохранении достаточно велика: оно гарантирует минимальный объём медицинской помощи, оказываемой бесплатно по ОМС, устанавливает стандарты оказания медицинской помощи, обязательные для исполнения как государственными медицинскими учреждениями, так и частными. Государство контролирует деятельность медицинских учреждений: устанавливает необходимые разрешения для оказания медицинских услуг (лицензии, сертификаты медицинских учреждений; дипломы и сертификаты врачей), проводит аккредитацию деятельности, устанавливает перечень надзорных организаций. Кроме того, оно определяет круг прав граждан в области здравоохранения, охраняет их и гарантирует право на защиту в случае их нарушения.
Первым федеральным органом исполнительной власти, в котором в составе корпуса главных внештатных медицинских специалистов предусматривался главный внештатный специалист по медицинскому праву стала Федеральная служба исполнения наказаний (ФСИН России): распоряжением ФСИН России от 21.05.2014 № 98-р в качестве главного внештатного специалиста уголовно-исполнительной системы по медицинскому праву был утвержден кандидат медицинских наук доцент Владислав Трубецкой.